# Salda muelleri
Salda muelleri, auch Müllers Springwanze genannt, ist eine Wanze aus der Familie der Uferwanzen (Saldidae).

## Merkmale
Die Wanzen werden 4,8 bis 7,1 Millimeter lang. Die verhältnismäßig großen Uferwanzen der Gattung Salda sind schwarz gefärbt und haben nahezu nicht überlappende Hemielytren. Die Bestimmung ist schwierig. Salda muelleri unterscheidet sich von den übrigen Arten der Gattung dadurch, dass ihre Hemielytren nur leicht und unregelmäßig punktiert sind und unbehaart sind, wodurch sie eher glänzend wirken. Salda morio besitzt fast immer nur sehr stark verkürzte (microptere) unpunktierte Hemielytren und Salda littoralis besitzt einen feinen Flaum auf den Hemielytren. Die Art besitzt meist kurze (brachyptere) Hemielytren und ist nur selten voll geflügelt (makropter).

## Verbreitung und Lebensraum
Die Art ist in Europa verbreitet, fehlt aber im Süden. Im Osten erstreckt sich die Verbreitung über die Gebirge Osteuropas bis nach Zentralasien und Sibirien. In Deutschland ist die boreomontane Verbreitung angedeutet: Sie kommt im norddeutschen Tiefland und in den Mittelgebirgen, wie etwa dem Harz bis Thüringen und Sachsen und im Südwesten (Schwarzwald) und in den Alpen vor. Da die seltene Art leicht mit Salda morio verwechselt wird, ist die Verbreitungslage unsicher. Die Art ist in Großbritannien im Südosten und Norden Englands sowie in Schottland verbreitet und ist nicht häufig. Besiedelt werden ähnlich wie auch bei Salda littoralis sowohl die Ränder von Süßgewässern und saure Feuchtgebiete wie Hochmoore und Moorwiesen, als auch salzige Lebensräume wie die Meeresküste und Ufer an Brackwasser.

## Lebensweise
Die Imagines treten ab Ende Juni bis in den Spätherbst auf, sodass davon auszugehen ist, dass die Eier überwintern.

## Belege